# NGC 5913
NGC 5913 est une galaxie spirale barrée située dans la constellation du Serpent. Sa vitesse par rapport au fond diffus cosmologique est de 2 188 ± 13 km/s, ce qui correspond à une distance de Hubble de 32,3 ± 2,3 Mpc (∼105 millions d'al). NGC 5913 a été découverte par l'astronome germano-britannique William Herschel en 1828.
La classe de luminosité de NGC 5913 est I et elle présente une large raie HI. Elle renferme également des régions d'hydrogène ionisé. De plus, c'est une galaxie du champ, c'est-à-dire qu'elle n'appartient pas à un amas ou un groupe et qu'elle est donc gravitationnellement isolée.
Selon la base de données Simbad, NGC 5827 est une galaxie à noyau actif.
À ce jour, huit mesures non basées sur le décalage vers le rouge (redshift) donnent une distance de 34,250 ± 2,153 Mpc (∼112 millions d'al), ce qui est à l'intérieur des valeurs de la distance de Hubble.